# Evaporitický kras a jeskyně severních Apenin
Evaporitický kras a jeskyně severních Apenin je název italské památky přírodního dědictví UNESCO. Jedná se o soubor sedmi různých chráněných území v regionu Emilia-Romagna - v provinciích Reggio Emilia, Bologna, Ravenna a Rimini. Souhrnná plocha chráněných lokalit je 3680 ha.
Všechna zahrnutá území nají společné krasové jevy sádrovcových a anhydritových evaporitických hornin. V těchto oblastech je velmi vysoká koncentrace jeskyní, na relativně malé ploše se nachází přes 900 jeskyní o celkové délce přes 100 kilometrů, z nichž některé jsou velmi hluboké a dosahují hloubky 265 metrů pod povrchem. Tato území jsou nejúplnějšími, nejvýraznějšími a nejdostupnějšími příklady krasových jevů v sádrovci a anhydritu v deštivých subtropických klimatických podmínkách. Tento jev je vědecky studován již od 16. století.

## Přehled území
- Alta Valle[Secchia (Parco Nazionale dell’Appennino Tosco-Emiliano)
- Bassa Collina Reggiana (Paesaggio Protetto della Collina Reggiana)
- Gessi di Zola Predosa (lokalita Natura 2000)
- Gessi Bolognesi (Parco Regionale dei Gessi Bolognesi e Calanchi dell'Abbadessa)
- Vena del Gesso Romagnola (Parco Regionale della Vena del Gesso Romagnola)
- Evaporiti di San Leo (lokalita Natura 2000)
- Gessi della Romagna Orientale (Riserva Naturale Orientata di Onferno)

## Fotogalerie

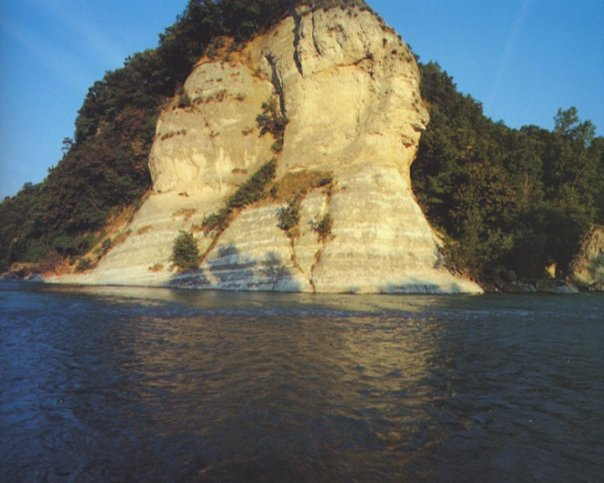
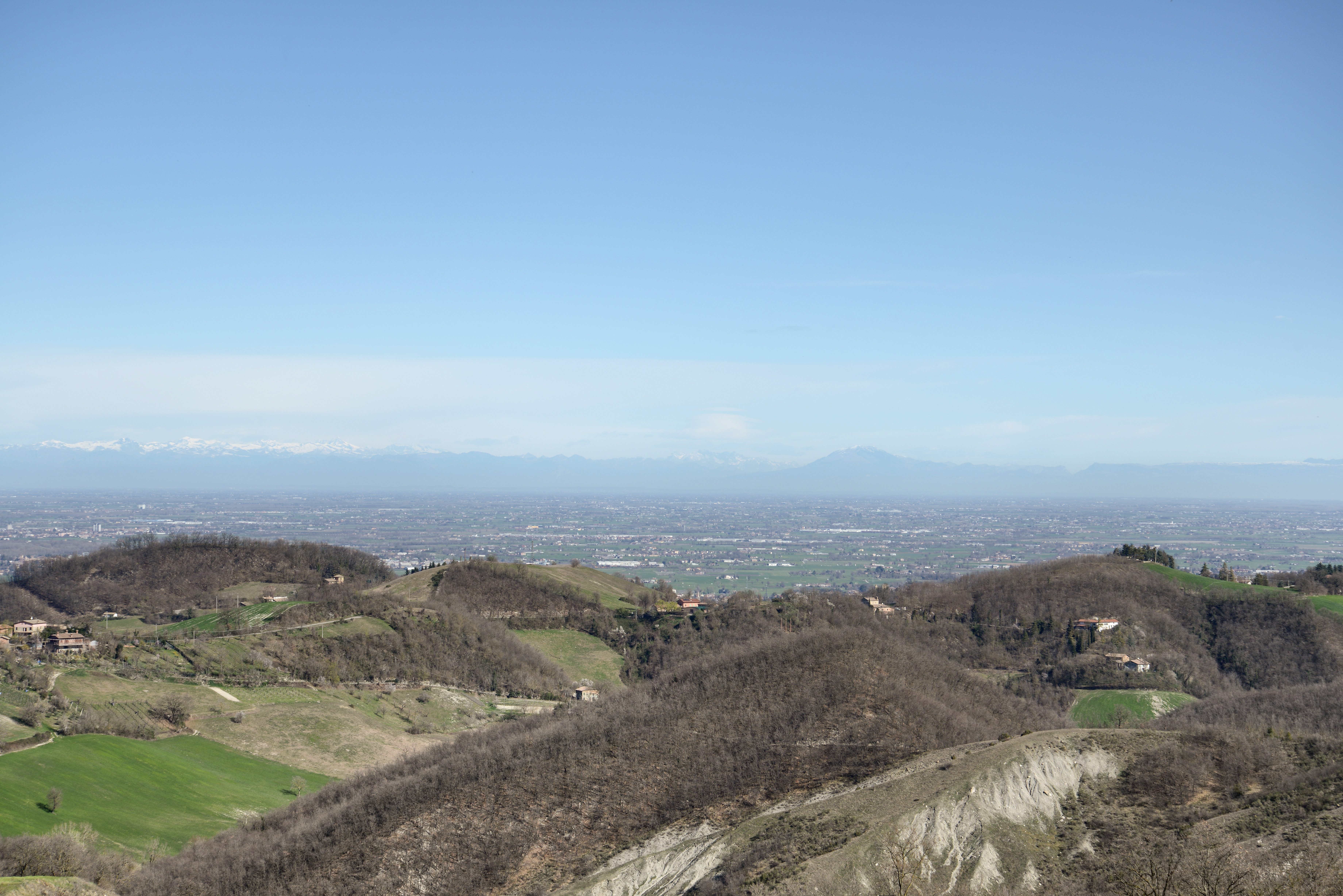
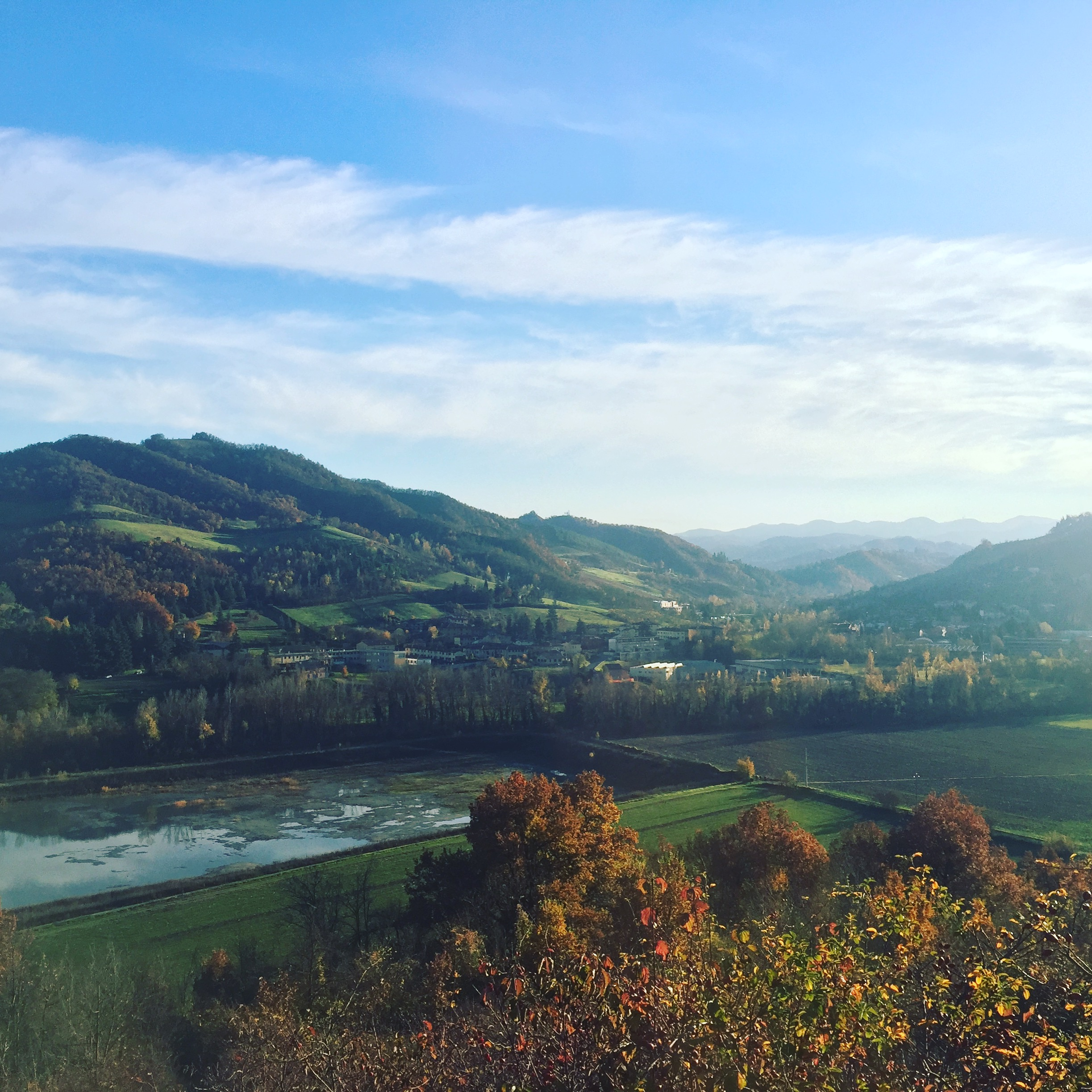
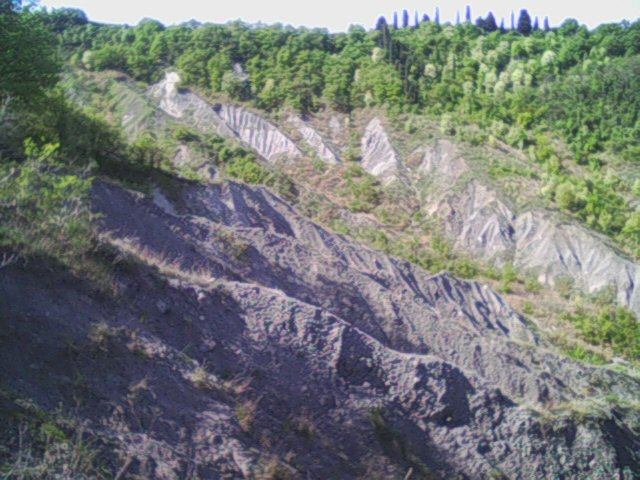